# Rockbridge, Wisconsin
Rockbridge là một thị trấn thuộc quận Richland, tiểu bang Wisconsin, Hoa Kỳ. Năm 2010, dân số của thị trấn này là 729 người.